# Braille mongol
El sistema de braille mongol es una versión del alfabeto braille empleada para escribir el idioma mongol, es usado en Mongolia. Está basado en el braille ruso con unos caracteres adicionales propios para el alfabeto mongol.

## Alfabeto
El alfabeto braille mongol cuenta con las mismas letras que el braille ruso, añadiendo las letras ө y ү, propias para el mongol.
| Tinta   | а a  | б b  | в v  | г g  | д d    | е ye | ё yo | ж j | з dz | и i  | й y  | к k |
| ------- | ---- | ---- | ---- | ---- | ------ | ---- | ---- | --- | ---- | ---- | ---- | --- |
| Braille |      |      |      |      |        |      |      |     |      |      |      |     |
| Tinta   | л l  | м m  | н n  | о o  | ө ö    | п p  | р r  | с s | т t  | у u  | ү ü  | ф f |
| Braille |      |      |      |      |        |      |      |     |      |      |      |     |
| Tinta   | х kh | ц ts | ч ch | ш sh | щ shch | ъ ”  | ы i  | ь ’ | э e  | ю yu | я ya |     |
| Braille |      |      |      |      |        |      |      |     |      |      |      |     |

La letra mongola ө es codificada en el sistema Braille de la misma manera que la antigua letra rusa ѳ. La letra mongola ү es codificada en el sistema braille de la misma manera que la antigua letra rusa ѣ.

### Puntuación
| Tinta   | , | . | ? | ! |
| ------- | - | - | - | - |
| Braille |   |   |   |   |